# Michel Caldaguès
Michel Caldagués, né le 28 septembre 1926 à Paris et mort dans cette même ville le 22 septembre 2012, est un homme politique français. Il fut député puis sénateur de Paris et maire du 1er arrondissement. Il est membre honoraire du Parlement et officier de la Légion d’Honneur.

## Biographie
- 1967-1968 : Président du Conseil de Paris
- 1968-1973 : Député de Paris (UDR)
- 1983-2000 : Maire du 1er arrondissement de Paris
- 1977-2002 : Sénateur de Paris (RPR) (Démissionnaire le 30 septembre 2002).
- Membre de la Délégation parlementaire pour l'Union européenne.

### Situation en fin de mandat sénatorial
- Membre de la Commission des Affaires étrangères, de la Défense et des Forces armées.
- Membre du Groupe du Rassemblement pour la République (RPR) .

Fonctions exercées au cours de ses mandats de sénateur :
- Vice-président de la Commission des Affaires étrangères, de la Défense et des Forces armées.
- Secrétaire de la Commission des Affaires étrangères, de la Défense et des Forces armées.